# 스트레인지리얼
스트레인지리얼(일본어: ストレンジリアル 스토렌지리아루[*], 영어: Strangereal)은 반다이 남코 엔터테인먼트의 전투기 비행 시뮬레이션 게임인 《에이스 컴뱃》 시리즈의 여러 작품들이 공유하는 배경이 되는 가공의 세계이다.

## 개요
스트레인지리얼은 《에이스 컴뱃》 시리즈의 여러 작품들이 공유하는 배경이 되는 가공의 세계에 대해 개발진들과 팬들이 붙인 명칭이다. 작중의 세계 내의 등장인물들은 자신들의 세계를 평범하게 '지구'와 '우주' 등으로 부른다.
《에이스 컴뱃》 시리즈의 작품들 중 명확하게 스트레인지리얼을 배경으로 하는 작품들으로 《에이스 컴뱃 3》, 《에이스 컴뱃 04》, 《에이스 컴뱃 5》, 《에이스 컴뱃 제로》, 《에이스 컴뱃 6》, 《에이스 컴뱃 7》이 있다. 《에이스 컴뱃 3D》는 스트레인지리얼 세계와 연결점이 있으나, 스트레인지리얼이 등장하기 이전의 《에이스 컴뱃》과 《에이스 컴뱃 2》를 기반으로 한 작품으로, 그 위치가 불명확하다. 《에이스 컴뱃 X》, 《에이스 컴뱃 Xi》 등은 공식적으로 스트레인지리얼을 배경으로 하는지 명확히 밝혀지지 않았다. 하지만 《에이스 컴뱃 7》의 공식 웹사이트, 칼럼, 지도에서 두 작품의 무대가 되는 국가들이 존재하는 것은 명확하다.

## 명칭
스트레인지리얼이라는 명칭은 《에이스 컴뱃 04》의 개발에 참여한 디자이너들이 작품의 방향을 가리키며 '스트레인지 리얼(일본어: ストレンジ・リアル, 영어: strange real)'이라고 부른 것에서 유래하며, 이는 도쿄 게임 쇼 2000에서 공개된 《에이스 컴뱃 04》의 티저 광고에서 'the strange, real world'로 표기되어 발표되었다. 《에이스 컴뱃 5》와 《에이스 컴뱃 제로》의 티저 광고에서도 'Welcome to The Strange Real World'라는 문장이 삽입된 이후, 일본 국외의 팬들을 중심으로 '스트레인지리얼(영어: Strangereal)'이 작중의 세계를 가리키는 명칭으로 쓰이게 되었다.
PlayStation Experience 2015에서 《에이스 컴뱃 7》 개발이 발표되자, 공식 트위터에서는 'Welcome back to the Strangereal!'이라는 트윗이 등장했다. 이후  《에이스 컴뱃》 시리즈에서는 공식적으로 다양한 매체에서 스트레인지리얼이라는 명칭을 사용하게 되었으며, 스트레인지리얼은 《에이스 컴뱃》 시리즈 속 가공의 세계를 의미하는 단어로 쓰이게 되었다.

## 개발
스트레인지리얼 세계가 작품에서 처음 등장한 것은 《에이스 컴뱃 04》였으나, 당시의 설정은 현재의 스트레인지리얼과 다르게 현실의 세계와 가까운 지형을 하고, 현실의 유라시아, 아메리카와 함께 현재 설정의 아니아 대륙과 유지아 대륙이 공존하고 있었다. 《에이스 컴뱃 5》에서는 대규모로 설정 변경이 이루어져, 오시아 대륙과 베루사 대륙이 추가되고, 현재 설정에 가까운 가공 세계의 기반이 형성되었다. 또한 《에이스 컴뱃 7》 발표 이전에 《에이스 컴뱃 3》가 같은 세계를 무대로 하는 작품인 것이 명확하게 되었다.

## 스트레인지리얼의 세계
지형이나 나라 등은 현실과 완전히 다르지만, 지질과 생물 면에서는 대략적으로 현실과 같으며, 생태계나 문화, 언어 등은 현실과의 공통점이 많다.

### 우주
무대가 되는 행성은 작중에서 지구라고 불리며, 태양과 달도 존재한다. 다른 천체들로 독수리자리, 백조자리, 남십자자리 등 현실의 지구에서도 관측할 수 있는 천체들이 등장한다.

### 기후
기후는 현실과는 많이 다르다. 예를 들어 오시아의 수도 오레드는 적도 부근에 위치하지만 습윤 대륙성 기후이며, 고위도에 위치한 아니아 대륙에는 사막이 있다.

### 종교
신화와 전설 면에서는 현실과 공통된 모티브가 여럿 등장한다. 현실의 북유럽 신화에서 발키리 중 하나인 '라즈그리즈(고대 노르드어: Ráðgríð, 일본어: ラーズグリーズ)'가 작중에서는 그림책에 등장하는 악마로 그려져 있거나, 아서왕의 엑스칼리버가 대공 레이저 무기나 이지스함의 이름으로 등장하는 등, 현실의 여러 신화와 전설에 등장하는 명칭들이 작중의 세계에서 등장한다.
종교 체계에 대해서 자세히 언급된 것은 없지만, 기독교 문화는 각지에서 등장하며, 산살바시온 등 수호성인의 이름을 딴 지명이 여럿 존재한다. 디렉터스에는 교회가 있으며, 남반구에 위치한 그리스월에서는 여름인 12월에 크리스마스를 기념한다.

### 언어
현실 세계와 같이 다양한 언어가 사용된다. 오시아를 중심으로 각지에서 영어가 사용되며, 벨카에서는 독일어, 사핀에서는 스페인어, 에루지아에서는 프랑스어, 유크토바니아에서는 러시아어가 사용된다. 스트레인지리얼 세계 내에서는 반대로 독일어를 벨카어, 프랑스어를 에루지아어라고 부르는 식이다.
방언의 개념도 있어서, 《에이스 컴뱃 6》에서는 노르덴나빅어를 하는 에스토바키아인에게 에메리아인이 에스토바키아 방언의 노르덴나빅어라고 지적하는 장면이 있다.
동아시아의 언어가 사용되기도 한다. 《에이스 컴뱃 7》에는 중국어 이름을 가진 후쉔(병음: húxiān)이라는 인물이 등장하며, 에루지아의 앵커헤드에서는 일본어나 한자로 표기된 간판도 등장한다. 일본어 이름을 가진 나가세 케이(일본어: ナガセ・ケイ)라는 인물은 여러 작품들에 걸쳐 등장하고 있다.
스트레인지리얼에서는 존재할 수 없는 단어들도 여럿 등장한다. 《에이스 컴뱃 5》에서는 '더치 롤'이 언급되는데, 더치(영어: Dutch)는 네덜란드인을 의미한다. 《에이스 컴뱃 7》의 영어 더빙에서는 오시아 공군의 공중조기경보통제기 관제사가 '이탈리안 비스트로'를 언급하기도 한다.

### 과학기술
각 작품 내에서 실제 전투기들이 등장하기까지에 이르는 배경 설정도 현실의 군사 정세와 유사하다. 하지만 군사기술을 중심으로 한 일부 과학기술은 현실에서보다 먼저 실용화되는 등 고도의 수준에 도달하여, 각 작품 내에서 가공의 무기에 사용되고 있다. 전투기의 채용 시기도 현실보다 빠르며, 현실에서 채용되지 않거나 실험기로 남은 기체들도 작중에서는 양산과 배치가 이루어지고 있다.
단위로는 국제단위계와 야드파운드법이 모두 사용되며, 오시아 등에서는 화씨를 사용한다.

## 스트레인지리얼의 지역과 나라들

### 베루사 대륙
베루사(일본어: べルーサ, 영어: Verusa) 대륙은 오시아 대륙과 유지아 대륙 사이에 위치한, 2번째로 넓은 대륙이다. 베루사 대륙의 북동부는 유크토바니아가 차지하고 있으며, 그 외 베루사, 소토아 등의 나라들이 있다.
 유크토바니아
공식 국호: 유크토바니아 연방 공화국(일본어: ユークトバニア連邦共和国, 영어: Union of Yuktobanian Republics)
등장 작품: 《에이스 컴뱃 5》, 《에이스 컴뱃 제로》
베루사 대륙의 북동부에 위치한 강대국이다. 수도는 시니그라드(일본어: シーニグラード, 영어: Cinigrad)이다. 오랫동안 오시아와 냉전 상태에 있었으나, 벨카와의 전쟁 이후 오시아와의 화해를 추진하여 1999년에 냉전을 종결시켰다. 2000년 이후 글라스노스트 등의 체제 개혁과 함께 오시아와의 화해를 진행하고 있었으나, 평화정책에 군부 일부는 반발했다. 벨카의 공작으로 강경파가 수상을 감금한 후 정권을 장악하고, 오시아에 선전포고하여 전쟁을 일으켰다. 오시아와의 전쟁 이후 오시아와의 관계를 회복하고 전략무기 감축 협정을 체결했다.

### 아니아 대륙
아니아(일본어: アネア, 영어: Anea) 대륙은 베루사 대륙의 북쪽에 위치한 가장 작은 대륙이다. 노르덴나빅, 에메리아, 에스토바키아 3개국이 위치한다. 《에이스 컴뱃 6》 이전의 설정에는 아니아라는 하나의 나라만이 위치해 있었다. 《에이스 컴뱃 6》에서 설정이 변경되어, 2004년 노르덴나빅, 에메리아, 에스토바키아가 아니아의 통합을 준비했으나 에스토바키아의 정세 악화로 2008년에 동결되었다고 언급되었다. 이후 《에이스 컴뱃 7》의 세계 지도에서는 다시 《에이스 컴뱃 6》 이전처럼 아니아 대륙에 국경이 그려지지 않았으나, 《에이스 컴뱃 7》에서는 에메리아군의 문장을 단 에메리아의 항공 회사가 등장하며, 작중의 잡지인 'FRONTLINE'에서는 원자력 잠수함의 매각 대상 후보국들 중 하나로 에스토바키아가 언급되어 설정이 불명확한 상태이다.
노르덴나빅
공식 국호: 노르덴나빅 왕국(일본어: ノルデンナヴィク王国, 영어: Kingdom of Nordennavic)
등장 작품: 《에이스 컴뱃 6》
아니아 대륙 북서부와 주변 도서를 영토로 하는 중립국이다. 에메리아-에스토바키아 전쟁에서도 중립을 유지했다. 기후는 한랭하고 지형은 호수나 삼림이 많아 자원이 풍부하지는 않지만, 기계공업과 소프트웨어 산업이 발달하여 많은 대기업과 공장들이 위치해 있다. 모델이 된 현실의 나라는 영국이다. 시리즈 내에서 직접 등장하지는 않지만, 시리즈 디자이너에 의해 국가 상징 등의 설정들이 공개되었다.
 에메리아
공식 국호: 에메리아 공화국(일본어: エメリア共和国, 영어: Republic of Emmeria)
등장 작품: 《에이스 컴뱃 6》
아니아 대륙 중부, 서부, 케세드(일본어: ケセド, 영어: Khesed) 섬을 영토로 하는 공화국이다. 수도는 그레이스메리아(일본어: グレースメリア, 영어: Gracemeria)이다. 소행성 충돌의 피해를 입은 에스토바키아에 간헐적으로 재건 지원을 해왔지만, 이후 에스토바키아에서 집권하게 되는 세력의 반대파를 지원하여 에스토바키아와는 외교 갈등을 빚고 있었다. 높은 경제력과 강력한 군사력을 가지고 있다.
 에스토바키아
공식 국호: 에스토바키아 연방(일본어: エストバキア連邦, 영어: Federal Republic of Estovakia)
등장 작품: 《에이스 컴뱃 6》
아니아 대륙 동부의 여러 공화국들으로 구성된 연방제 국가이다. 소행성의 파편이 다수 낙하하면서 막대한 피해를 입고, 중앙정부가 붕괴하고 각지에서 군벌이 대두되면서 내전이 발생했다. 동부 군벌에 의해 다시 통일된 후 군사정권이 수립되었지만 여전히 국내의 반정부 세력과 경제 불황을 해결하지 못하고 2015년에 에메리아를 침공했다. 전쟁 초기에는 에메리아군을 압도했지만, 이후 에메리아군에 밀려 철수했다.

### 오시아 대륙
오시아(일본어: オーシア, 영어: Osea) 대륙은 유지아 대륙과 베루사 대륙 사이에 위치한, 가장 넓은 대륙이다. 남반구와 북반구에 걸쳐 있으며, 각 부분을 '북오시아 대륙'과 '남오시아 대륙'이라고 부르기도 한다. 오시아는 북오시아 대륙의 3분의 2 정도 면적을 차지하고 있으며, 오시아 대륙의 동부에는 벨카와 우스티오, 남부에는 오렐리아 등의 나라들이 존재한다.
게벳
공식 국호: 게벳 공화국(일본어: ゲベート共和国, 영어: Republic of Gebet)
등장 작품: 《에이스 컴뱃 제로》
벨카의 동쪽에 위치한 나라로, 이전에는 벨카의 영토로 속해 있었다. 수도는 몬스(일본어: モンス, 영어: Mons)이다. 1988년에 벨카에서 분리독립했다. 1991년에 렉타와 분열되었다. 벨카와의 전쟁에서는 각지에서 벨카군에 패배했다.
 레서스
공식 국호: 레서스 민주 공화국(일본어: レサス民主共和国, 영어: Democratic Republic of Leasath)
등장 작품: 《에이스 컴뱃 X》
남오시아 대륙에 위치한, 오렐리아에 접해 있는 나라이다. 수도는 알렌더(일본어: アレンダル, 영어: Alendal)이다. 오랜 내전으로 국토가 피폐해지고, 인접국인 오렐리아로부터 많은 경제적 지원을 받지만 지원 사실은 숨겨진 채 국민들의 생활은 가난하기만 했다. 군사력은 강력한데, 식량 구입을 목적으로 받은 오렐리아의 지원금을 모두 군비 증강에 써 버렸기 때문이다. 2019년 내전이 종결된 후 2020년에 오렐리아를 기습 침공했다. 한때는 오렐리아군을 압도했지만, 이후 오렐리아군의 반격으로 패배했다.
 벨카
공식 국호: 벨카 공국(일본어: ベルカ公国, 영어: Principality of Belka)
등장 작품: 《에이스 컴뱃 5》, 《에이스 컴뱃 제로》, 《에이스 컴뱃 7》
오시아의 북부에 위치한 나라이다. 이전에는 높은 기술력, 공업력, 군사력을 보유한 대국이었으며, 군사력을 바탕으로 영토 확장을 계속하고 있었지만, 경제난에 직면해 일부 영토를 포기해가며 경제 재건을 도모하고 있었다. 하지만 경제 불황이 해결되지 않자 대두한 극우정당이 집권한 뒤 주변국들을 침공했다. 한때는 상당한 영역을 점령했으나 오시아, 우스티오 등을 중심으로 한 연합군의 반격으로 본토로 퇴각하고, 자국 영토에서 전술 핵무기를 사용한 끝에 국민의 지지를 잃고 과도정부가 수립되어 항복했다. 전쟁 이후 남부 영토를 오시아에 할양해 소국이 되었다. 일부 과격한 벨카인들은 공작활동을 통해 오시아와 유크토바니아 간의 전쟁을 일으켰다.
사핀
공식 국호: 사핀 왕국(일본어: サピン王国, 영어: Kingdom of Sapin)
등장 작품: 《에이스 컴뱃 제로》
북오시아 대륙 남동부에 위치한 나라이다. 수도는 그랑 루기도(일본어: グラン・ルギド, 영어: Gran Rugido)이다. 남서쪽으로는 만을 사이에 두고 오시아와, 북쪽으로는 벨카 및 우스티오와, 동쪽으로는 라티오와 접한다. 벨카의 침공을 당했을 때 연합군으로 참전했다. 사핀이라는 국호는 스페인(영어: Spain)의 철자 순서를 바꾼 것으로, 국민들의 이름도 스페인어로 되어 있다.
 오렐리아
공식 국호: 오렐리아 연방 공화국(일본어: オーレリア連邦共和国, 영어: Federal Republic of Aurelia)
등장 작품: 《에이스 컴뱃 X》
남오시아 대륙 남단에 위치한 나라이다. 수도는 그리스월(일본어: グリスウォール, 영어: Griswall)이다. 국토의 대부분은 한랭 기후지만 천연자원이 풍부하고, 작중 세계 최대의 입자 가속기가 있는 등 높은 기술력을 가지고 있다. 인접한 레서스의 기습 침공으로 국토의 대부분을 점령당했지만, 반격에 성공해 국토를 회복했다.
 오시아
공식 국호: 오시아 연방(일본어: オーシア連邦, 영어: Osean Federation)
등장 작품: 《에이스 컴뱃 5》, 《에이스 컴뱃 제로》, 《에이스 컴뱃 7》
북오시아 대륙 서부에 위치한 강대국이다. 수도는 오레드(일본어: オーレッド, 영어: Oured)이다. 벨카와의 전쟁 이전에는 팽창주의 정책을 펼쳤으나, 전쟁 이후 냉전 상태에 있던 유크토바니아와 우호 관계를 추진하기 시작하여 정상회의를 개최하는 등 세계적으로 평화정책을 추진하고 있었다. 하지만 유지아 대륙에 우주 엘리베이터를 건설하고 주둔군을 파견하면서 에루지아와의 전쟁을 겪게 되었다.
 우스티오
공식 국호: 우스티오 공화국(일본어: ウスティオ共和国, 영어: Republic of Ustio)
등장 작품: 《에이스 컴뱃 제로》
벨카의 남동쪽에 위치한 소국으로, 이전에는 벨카의 영토로 속해 있었다. 수도는 디렉터스(일본어: ディレクタス, 영어: Directus)이다. 1988년에 벨카에서 분리독립했다. 1991년에 동부 영토를 라티오에 할양했다. 1995년에 막대한 지하자원이 발견되어, 벨카의 침공을 당했다. 처음에는 방어만 하면서 개전 일주일 만에 산악지대를 제외한 대부분의 지역을 점령당했지만, 이후 용병을 결집해 반격했다. 벨카에 속해 있을 당시 벨카의 기술력에 바탕이 될 정도의 공업력을 가지고 있어서, 기본적으로는 부유한 나라이다.
웰로우
공식 국호: 웰로우 민주 연방국(일본어: ウェロー民主連邦国, 영어: Democratic Federation of Wellow)
등장 작품: 《에이스 컴뱃 5》, 《에이스 컴뱃 제로》, 《에이스 컴뱃 7》
북오시아 대륙 북부 고위도 지역에 위치한 중립국이다.
파토
공식 국호: 파토 연방(일본어: ファト連邦, 영어: FATO states)
등장 작품: 《에이스 컴뱃 제로》
벨카의 동쪽에 위치한 연방제 국가이다. 수도는 브루니즈(일본어: ブルニーズ, 영어: Brunies)이다. 벨카와의 전쟁에서 게벳을 지원하지만 패배하고 벨카군의 침공을 받았다.

### 유지아 대륙
유지아 대륙은 동쪽의 오시아 대륙과 서쪽의 베루사 대륙의 사이에 위치해 있다. 소행성 충돌의 피해를 가장 많이 입은 대륙으로, 난민 문제와 에너지 문제로 인해 오랫동안 불안정한 정세가 이어지고 있다.
 에루지아
공식 국호: 에루지아 왕국(일본어: エルジア王国, 영어: Kingdom of Erusea)
등장 작품: 《에이스 컴뱃 04》, 《에이스 컴뱃 7》
유지아 대륙 서부에 위치한 나라이다. 수도는 파반티(일본어: ファーバンティ, 영어: Farbanti)이다. 유지아 대륙 서부 일대를 영토로 하고 있다. 원래 군주국이었으나 공화국으로 전환하고, '대륙 전쟁' 이후 다시 군주국이 되었다. 유지아 대륙의 대국으로, 대륙 최대의 군사력을 보유하고 있었으나, 소행성 낙하로 큰 피해를 입고 난민 문제가 더해져 동쪽의 국가들에게 선전포고하여 '대륙 전쟁'을 일으켰고, 여기서 패전하여 영토를 할양하고 군사력을 제한당했다. 이후 오시아가 유지아 대륙에서 우주 엘리베이터 건설을 추진하고 유지아 대륙에 군대를 주둔시키자, 젊은 장교들을 중심으로 이에 반발하게 되었으며, 오시아 등의 국가들에 선전포고하여 다시 전쟁을 일으켰다.

### 남극 대륙
남극 대륙은 설정상 존재는 하지만 무대가 된 적은 없으며, 무엇이 존재하는지도 알려져 있지 않다. 현실의 남극 대륙과는 형태가 많이 다르다.

### 바다
대서양
대서양(영어: Atlantic Ocean)은 남오시아 대륙 동쪽에 위치한 대양이다.
베니온해
베니온해(일본어: ベニオン海, 영어: Bennion Sea)는 북오시아 대륙의 내해로, 해협을 통해 세레스해와 연결되어 있다.
북극해
북극해는 아니아 대륙과 오시아 대륙의 북쪽에 위치한 대양이다.
세레스해
세레스해(일본어: セレス海, 영어: Ceres Sea, Ceres Ocean)는 북오시아 대륙과 베루사 대륙 사이의 바다이다. 남쪽으로 태평양과 접한다.
스프링해
스프링해(일본어: スプリング海, 영어: Spring Sea)는 북오시아 대륙과 유지아 대륙 사이의 바다이다.
오렐리아해
오렐리아해(일본어: オーレリア海, 영어: Aurelian Sea)는 오렐리아 남동쪽에 위치한 바다이다.
유지아양
유지아양(일본어: ユージア洋, 영어: Eusian Ocean)은 유지아 대륙과 베루사 대륙 사이에 위치한 대양이다.
케스케이드양
케스케이드양(일본어: カスケード洋, 영어: Cascade Ocean)은 유지아 대륙 북서쪽에 위치한 대양이다.
태평양
태평양은 남오시아 대륙과 베루사 대륙 사이의 대양이다. 북쪽으로 세레스해와 접한다.
퍼스컴해
퍼스컴해(일본어: フォスカム海, 영어: Fuscum Sea)는 아니아 대륙과 베루사 대륙 사이의 바다이다.

## 참고 문헌
- 《에이스 컴뱃 2(일본어: エースコンバット2)》, 남코, 1997년.
- 《에이스 컴뱃 3: Electrosphere(일본어: エースコンバット3 エレクトロスフィア)》, 남코, 1999년.
- 《에이스 컴뱃 04: Shattered Skies(일본어: エースコンバット04 シャッタードスカイ)》, 남코, 2001년.
- 《에이스 컴뱃 5: The Unsung War(일본어: エースコンバット5 ジ・アンサング・ウォー)》, 남코, 2004년.
- 《에이스 컴뱃 제로: The Belkan War(일본어: エースコンバット・ゼロ ザ・ベルカン・ウォー)》, 남코, 2006년.
- 《에이스 컴뱃 6: Fires of Liberation(일본어: エースコンバット6 解放への戦火)》, 반다이 남코 게임즈, 2007년.
- 《에이스 컴뱃 3D: Cross Rumble(일본어: エースコンバット3D クロスランブル)》, 반다이 남코 게임즈, 2012년.
- 《에이스 컴뱃 인피니티(일본어: エースコンバット インフィニティ)》, 반다이 남코 엔터테인먼트, 2014년.
- 《에이스 컴뱃 7: 스카이즈 언노운(일본어: エースコンバット7 スカイズ・アンノウン)》, 반다이 남코 엔터테인먼트, 2019년.
- 《에이스 컴뱃 04: Shattered Skies 오피셜 가이드북(일본어: エースコンバット04 シャッタードスカイ オフィシャルガイドブック)》, 패미통, 2001년
- 에이스 컴뱃 어설트 호라이즌 한정판 부록 《ACES at WAR A HISTORY》, 반다이 남코 게임즈, 2011년.
- 에이스 컴뱃 7 컬렉터즈 에디션 한정판 부록 《ACES at WAR A HISTORY 2019》, 반다이 남코 엔터테인먼트, 2019년.